# Raždaginja
Raždaginja (en serbe cyrillique : Раждагиња) est un village de Serbie situé dans la municipalité de Sjenica, district de Zlatibor. Au recensement de 2011, il comptait 317 habitants.

## Démographie
| 1948 | 1953 | 1961 | 1971 | 1981 | 1991 | 2002 | 2011 |
| ---- | ---- | ---- | ---- | ---- | ---- | ---- | ---- |
| 706  | 815  | 874  | 957  | 907  | 757  | 418  | 317  |

|  |